# Flusssperrwerk Göringen
Das Flusssperrwerk Göringen ist eine Fußgängerbrücke und früherer Teil der Grenzbefestigung der innerdeutschen Grenze im Ortsteil Göringen der Stadt Eisenach in Thüringen.

## Lage
Das Bauwerk überspannt nördlich von Göringen die Werra an der Gemarkungsgrenze zwischen den thüringischen Orten Göringen und Wartha sowie dem hessischen Herleshausen, welche zugleich die Landesgrenze zwischen Thüringen und Hessen ist und von 1949 bis 1990 die Grenze zwischen der Bundesrepublik Deutschland und der DDR war. In seiner heutigen Funktion bindet es den Ort Göringen an den in diesem Abschnitt nördlich der Werra verlaufenden Werratal-Radweg an und bietet die kürzeste fußläufige Verbindung vom Bahnhof Herleshausen nach Göringen und zum Göringer Stein.

## Baugeschichte

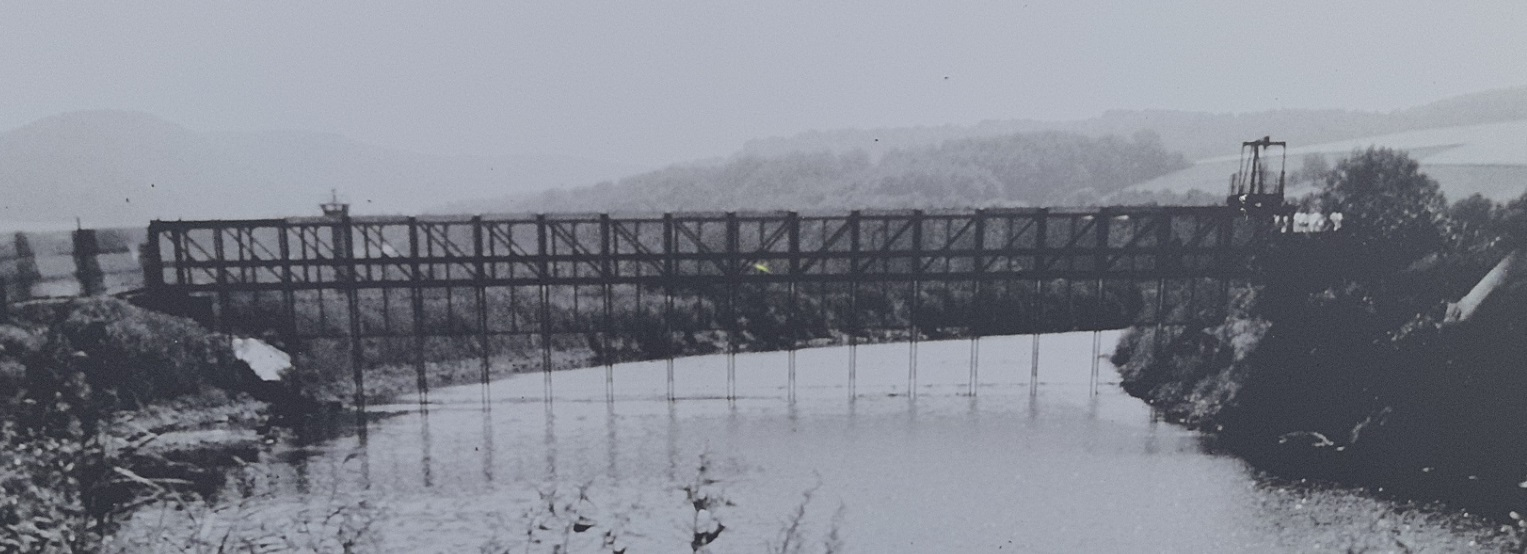
Die Brücke als Flusssperrwerk, vor 1990

Nach dem Zweiten Weltkrieg lag das thüringische Göringen in der sowjetischen und das hessische Herleshausen in der amerikanischen Besatzungszone. Mit Gründung der beiden deutschen Staaten ging von Seiten der DDR eine zunehmende Abriegelung und Befestigung des Grenzverlaufs einher. Ein Problem stellten aus Sicht des DDR-Regimes hierbei immer wieder Fluchten aus der DDR durch den Flusslauf der Werra dar, deren Flussmitte unter anderem südlich von Wommen und Herleshausen die Grenze bildete und die in ihrem Verlauf zwischen Vacha und Großburschla mehrfach zwischen Hessen und Thüringen das Land wechselte. Im Zuge des Ausbaus der Grenzbefestigung ließ die DDR-Regierung ab 1980 an den Stellen, an denen die Werra die innerdeutsche Grenze überquerte, Sperrbauwerke errichten, so auch bei Göringen. Die Bauwerke wurden als wasserwirtschaftliche Anlagen deklariert und finanziert, die Baukosten für die 1981 errichtete Brücke bei Göringen beliefen sich auf 904.000 DDR-Mark.

## Konstruktion
Die Brücke ist als Stahlgitterbrücke konstruiert, liegt beidseitig auf gespundeten und ausbetonierten Widerlagern auf. Während ihrer Funktion als Sperrbauwerk war an der Unterkante ein Gitter befestigt, welches bis in die Gewässersohle reichte und so ein Hindurchschwimmen und -tauchen unmöglich machte. Auf der Brücke war ein Seilzug installiert, mit dem Schwemmgut aus dem Gewässer beräumt werden konnte. Die Brücke wurde permanent von Soldaten der Grenztruppen bewacht, für die sich am südlichen Brückenkopf eine Wachhütte befand.

## Nach der Grenzöffnung

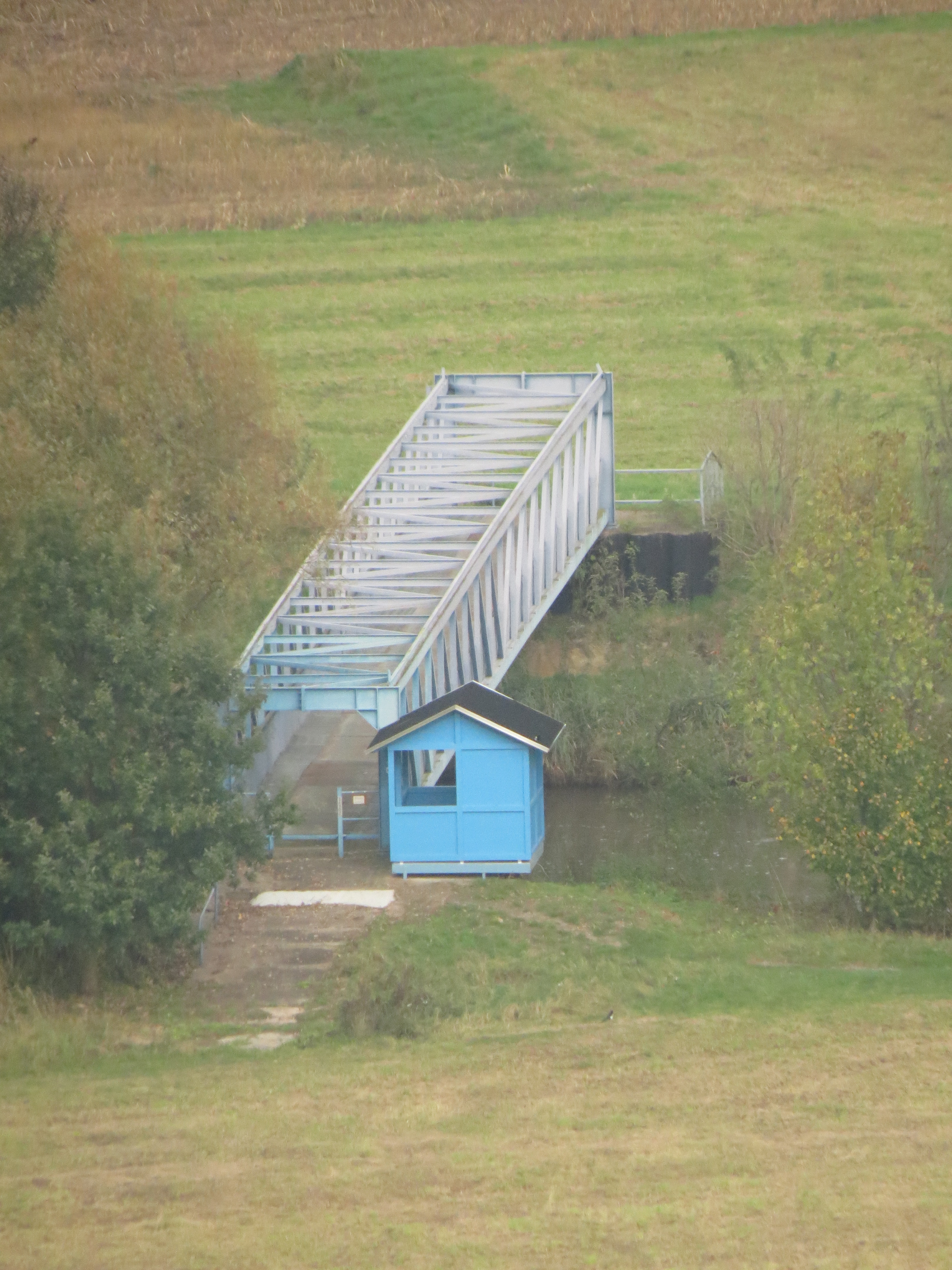
Fußgängerbrücke Göringen 2014

Während nach der Wiedervereinigung Deutschlands mit dem Rückbau der Grenzbefestigungen zwischen Hessen und Thüringen die meisten Flusssperrbauwerke abgerissen wurden, blieb das Bauwerk bei Göringen auf Initiative der damaligen Gemeinde Wartha-Göringen bestehen. Nach Rückbau der Seilwinde und des Sperrgitters im Abflussprofil diente es fortan als Fußgängerbrücke für einen Verbindungsweg von Göringen nach Herleshausen. Göringer Bürger richteten in ehrenamtlicher Tätigkeit das Bauwerk für seinen neuen Verwendungszweck her, so wurden Streckmetallteile des früheren Grenzzaunes als Geländerbegrenzung angebracht und die Brücke fachgerecht angestrichen. Hierbei erhielt sie ihre heutige blaue Farbgebung, die ihr den Beinamen „Blaues Wunder“ (in Anspielung an das Blaue Wunder in Dresden) einbrachte. Auf beiden Seiten der Brücke wurde eine Kasse eingelassen, die zur Entrichtung einer freiwilligen Brückenmaut als Spende zum Erhalt des Bauwerkes aufruft. Heute befindet sich die Brücke im Eigentum der Stadt Eisenach, wird aber noch immer von Göringer Bürgern unterhalten.
Aus Anlass des Tages des offenen Denkmals 2013 wurde durch den Werratalverein/Zweigverein Südringgau eine Informationstafel zur Geschichte des Bauwerkes finanziert und am 7. September 2013 auf der Brücke angebracht. Der Verein ist bestrebt, die Brücke als ein bedeutendes Zeugnis der Geschichte der deutschen Teilung unter Denkmalschutz stellen zu lassen. Am 12. April 2014 wurden die Reste der Wachhütte, die nach 1990 als Schutzhütte hergerichtet worden war, abgetragen, da in Folge von Witterungseinflüssen und Vandalismus die Standsicherheit nicht mehr gewährleistet war. Eine neue, nun blaue Schutzhütte wurde im Mai 2014 an gleicher Stelle errichtet.